# “爱我中华，修我长城”赞助活动
“爱我中华，修我长城”赞助活动是一次捐款修复长城的活动。1984年7月由《北京日报》、《北京晚报》、八达岭特区办事处、《北京日报郊区报》、《经济日报》及《工人日报》等单位联合发起，并成立“爱我中华修我长城”社会赞助活动委员会（简称长城赞助委员会）。邓小平为活动亲笔题词。

## 参与者
中国有30个省、市、自治区及港、澳地区数千万人参与赞助活动。巴基斯坦政府、希腊、日本、美国、英国、法国、德国、苏联、瑞典等26个国家的团体、友人和侨胞们参加了赞助活动。

## 结果
八达岭长城北七、北八城台和北六至北八城台之间的城墙当年得以修复。在此后的4年中，通过社会赞助，八达岭长城修复城台10座，城墙3000余米：慕田峪长城修复正关台和正关台至大角楼间的城台4座、城墙500余米：司马台长城修复了东侧城台4座、城墙2000余米。至1994年，为“爱我中华，修我长城”活动捐款的个人超过50万人，国内外各界人士的捐款捐物，折合人民币超过2800万元，修复长城超过6000米。